# Dmitri Stepanowitsch Bortnjanski

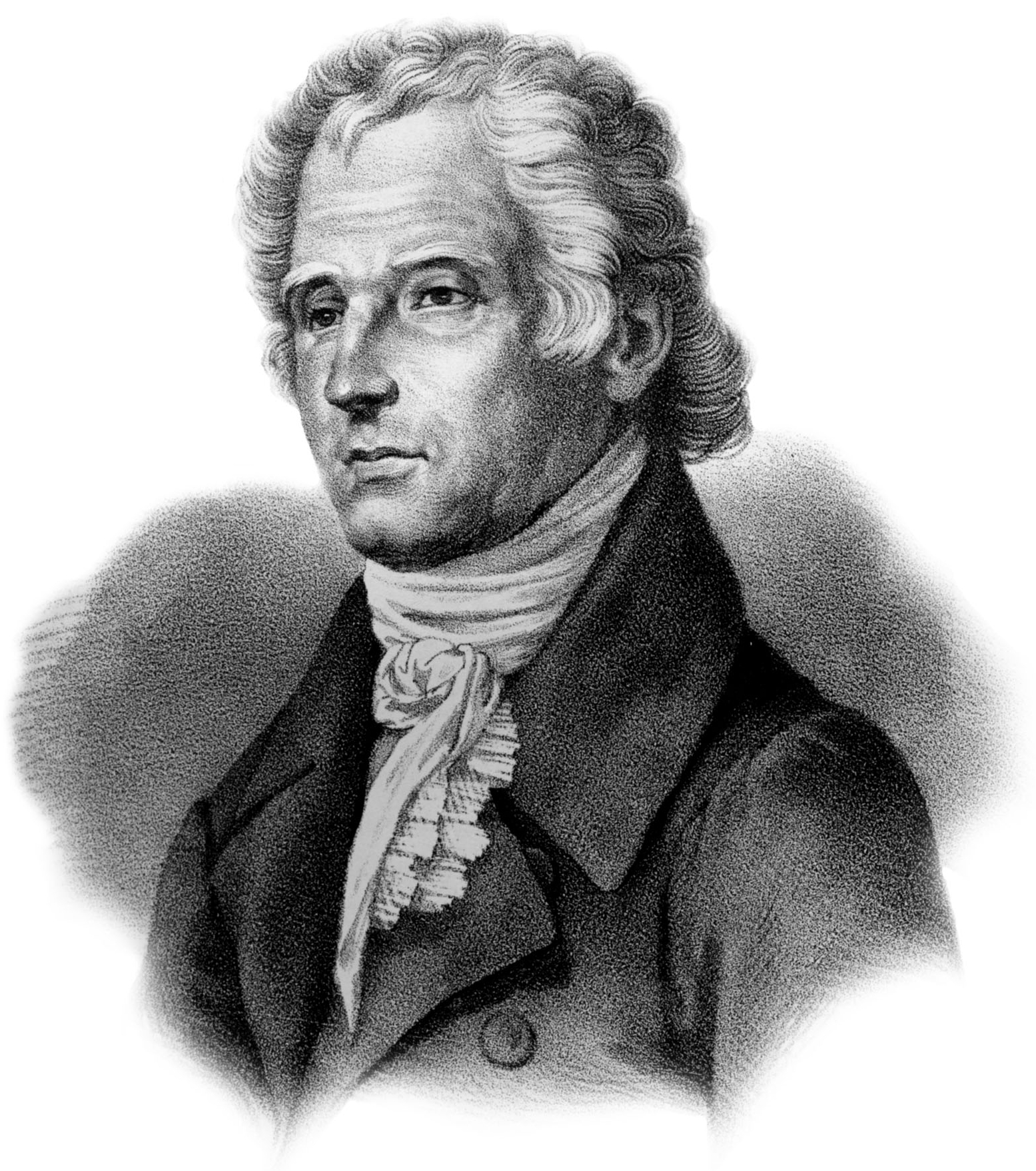
Dmitri Bortnjanskyj

Dmitri Stepanowitsch Bortnjanski (im deutschsprachigen Raum auch Dimitri Bortnianski oder Dimitrij Bortniansky; * 1751 in Gluchow, Gouvernement Kiew, Russisches Kaiserreich; † 28. Septemberjul. / 10. Oktober 1825greg. in Sankt Petersburg, Russisches Kaiserreich) war ein russischer Komponist und Dirigent, der als einer der führenden Vertreter der geistlichen und weltlichen Musik im späten 18. und frühen 19. Jahrhundert gilt. Bortnjanski erhielt eine musikalische Ausbildung in Italien und hatte Einfluss auf die Entwicklung der deutschen Kirchenmusik im 19. Jahrhundert.

## Leben
Dmitri Bortnjanski wurde in einer Kosakenfamilie in Gluchow, der Residenzstadt des Grafen Kirill Grigorjewitsch Rasumowski, geboren. Sein Vater war Stefan Skurat, ein lemkischer orthodoxer religiöser Flüchtling aus Polen. Dmitris Mutter war Marina Dmitrijewna Tolstaja, die Witwe eines russischen Gutsbesitzers namens Tolstoi, der in Gluchow lebte. Im Alter von sieben Jahren wurde Dmitri Bortnjanski von Mark Fjodorowitsch Poltorazki als Chorknabe an die Hofsängerkapelle nach Sankt Petersburg geholt. Er wurde Schüler von Baldassare Galuppi, der den kaiserlichen Hofchor von 1765 bis 1768 leitete. 1769 folgte Bortnjanski Galuppi nach Italien. Hier hatte er großen Erfolg als Opernkomponist mit Creonte (Venedig 1776), Quinto Fabio (Modena 1778) und Alcide (Venedig 1778).
Bortnjanski kehrte 1779 nach St. Petersburg zurück und wurde 1796 von Zar Paul I. zum Direktor der Hofsängerkapelle und zum Staatsrat (ziviler Rang der Klasse 5 in der Rangtabelle) ernannt. Unter seiner Leitung entwickelte sich der Hofchor zu einem Ensemble von europäischem Rang. 1814 erhielt Bortnjanski den Auftrag, eine offizielle Version der Johannes-Chrysostomos-Liturgie für russisch-orthodoxe Gottesdienste im gesamten russischen Reich zu schreiben. In seinem kirchenmusikalischen Werk (über 100 Motetten, Kantaten und liturgische Stücke) verband Bortnjanski russische und westliche Elemente in einem polyphonen Stil, wie er ihn in Italien kennengelernt hatte. Bortnjanski komponierte auch Kammermusik und Klaviersonaten. Bekannt ist auch sein Stück Mnogaja leta („Auf viele Jahre“).
Bortnjanski sprach neben Russisch auch Italienisch, Französisch und Deutsch und beherrschte außerdem die kirchenslavische Sprache, die Hauptsprache der Liturgie in den ostslavischen Gebieten seiner Zeit. 1882 gab Tschaikowski eine Gesamtausgabe der geistlichen Werke Bortnjanskis in 10 Bänden heraus.
Bortnjanski starb am 28. September 1825 und ist auf dem Friedhof des Alexander-Newski-Klosters in St. Petersburg begraben.
Auch wenn seine Tonsprache in Russland später als „italienisch“ kritisiert wurde und als überholt galt, ist sie bis heute beliebt, weil sie besonders zugänglich und emotional ansprechend ist. So ist sein Cherubim-Hymnus Nr. 7 (kyrillisch Херувимская (песнь) №7, Cheruvimskaja pesn) nach wie vor eine der populärsten Hymnen der Russisch-Orthodoxen Kirche.

## Bortnjanskis Wirkung in Deutschland
Bortnjanskis große Beliebtheit im Deutschland des 19. Jahrhunderts beruht vor allem auf der Wirkung, die seine Musik auf den preußischen König Friedrich Wilhelm III. hatte. Dieser setzte sich dafür ein, dass liturgische Stücke der preußischen Agende von 1829 nach Modellen Bortnjanskis vertont wurden. Weitere Werke Bortnjanskis, seine Große Doxologie und Du Hirte Israels, höre (August Neithardts Bearbeitung des Ische Cheruwimy mit deutscher Textunterlegung), erhielten bald einen festen Platz im Repertoire des 1843 nach St. Petersburger Vorbild reorganisierten Staats- und Domchores zu Berlin sowie der bürgerlichen Kirchenchöre und Gesangvereine.

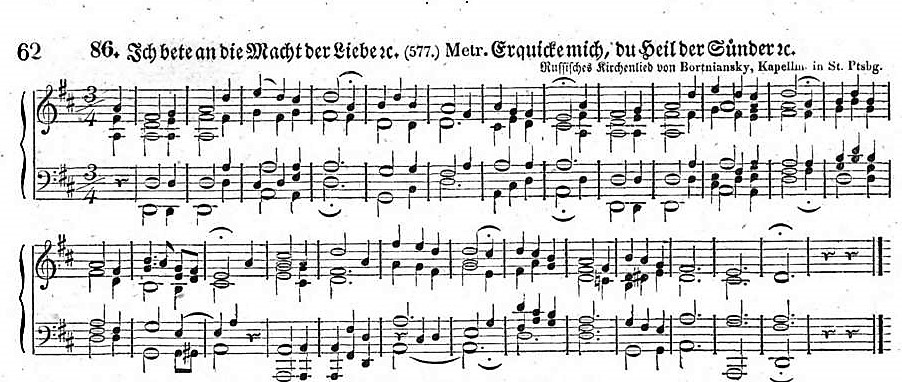
Ich bete an die Macht der Liebe im Choralbuch von Gossner/Tscherlitzky 1825

Die größte (und bis heute andauernde) Nachwirkung hatte die Einfügung einer Melodie Bortnjanskis in das Militärmusik-Ritual des Großen Zapfenstreiches. Bortnjanski hatte die Melodie ursprünglich für ein von Michail Cheraskow (1733–1807) gedichtetes Freimaurer-Lied (Коль славен – Kol slawen, deutsch: „Wie ruhmreich ist unser Herr in Zion“) geschrieben. Das Lied wurde schnell zu einer „inoffizielle[n] Hymne“ Russlands und häufig bei offiziellen Anlässen gespielt; von 1857 bis zur Oktoberrevolution 1917 erklang es täglich vom Carillon im Erlöser-Turm des Moskauer Kremls. Johannes Evangelista Goßner und Johann Heinrich (Iwan Karlowitsch) Tscherlitzky unterlegten diese Melodie um 1824 der Choralstrophe Ich bete an die Macht der Liebe von Gerhard Tersteegen.